# チュチュール
クエ・チュチュール（インドネシア語:kue cucur）あるいはカノムファックブア（タイ語:ขนมฝักบัว、発音は[kʰā. nǒm fàk būa̯]）とは、インドネシアの伝統的な菓子の一種。インドネシアやマレーシア、タイ南部、シンガポールなどの東南アジアの一部で一般的である。インドネシアでは、クエ・チュチュールは伝統的な市場の至る所で見られるが、中でもよくあるのがジャカルタのベタウィのクエ・チュチュールである。ブルネイやマレーシアでは「チュチュール」といえば、普通はフリッターのことを指す。ブルネイとマレーシアで一般的な種類のチュチュールは、Jemput-jemput（Cokodokとも呼ばれる）とPinjaram（Kuih cucur gula merah/melakaとも呼ばれる）である。タイ南部では、カノムファックブアと呼ばれ、結婚式や祭りでよく登場する。

クエ・チュチュールは揚げた米粉にパームシュガーを混ぜて作り、その形状としては中央部が厚く、端が薄い。タイ人は、この菓子を劣悪な環境でも育つハスに似ていると考えているため、結婚したばかりのカップルが順調に成長し、結婚生活を成功させるという夫婦愛のようなものだと考えられている。このことから、タイ人は、結婚式や予祝の儀式、あるいは祭りなどで好んで食すほか、プレゼントとして贈られることもある。タイではクエ・チュチュールを柔らかく、色鮮やかで、良い香りがする揚げたての状態で食すことが好まれる。クエ・チュチュールを1時間放置すると、粘り気が出て、硬くなり、油っぽい食感になると言われる。